# Mithi

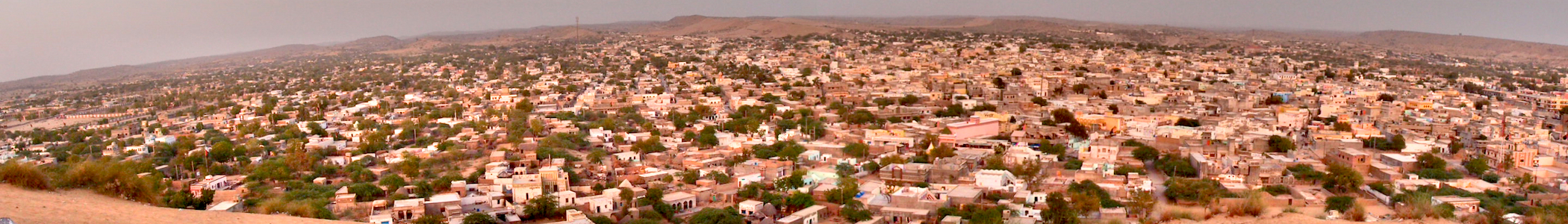
Blick auf Mithi

Mithi (Urdu مِٹّھی) ist der Verwaltungssitz des Distrikt Tharparkar in der Provinz Sindh in Pakistan. Die Stadt liegt etwa 450 km östlich von Karatschi entfernt, in einer kargen Wüstenregion. Der höchste Punkt liegt auf einer Höhe von 28 m über dem Meeresspiegel. Die Mehrheit der Bevölkerung spricht Dhatki, einer der Rajasthani-Sprachen, einer indoarische Sprache aus der indogermanischen Sprachfamilie.

## Bevölkerungsentwicklung
| Zensusjahr | Einwohnerzahl |
| ---------- | ------------- |
| 1972       | 10.211        |
| 1981       | 12.287        |
| 1998       | 19.697        |
| 2017       | 47.073        |

## Religion
Mithi ist eine der wenigen Regionen in Pakistan, in denen Muslime keine Mehrheit bilden. Mehr als 80 % der Bevölkerung in dieser Region gehören der hinduistischen Gemeinschaft an.

## Wirtschaft
Mithi verfügt über Reserven von Kohle die im Rahmen des China-Pakistan Economic Corridor mit chinesischer Hilfe ausgebeutet werden.